# Ömer Ali Şahiner
Ömer Ali Şahiner (Konya, 2 de enero de 1992) es un futbolista turco que juega en la demarcación de defensa para el Estambul Başakşehir F. K. de la Superliga de Turquía.

## Selección nacional
Tras jugar con la selección de fútbol sub-16 de Turquía, la sub-17, la sub-18, la sub-19 y la sub-21, finalmente hizo su debut con la selección absoluta el 2 de junio de 2019 en un encuentro amistoso contra Uzbekistán, partido que finalizó con un resultado de 2-0 a favor del combinado turco tras un doblete de Mehmet Çelik.

## Clubes
| Club                      | País    | Año       | Partidos | Goles |
| ------------------------- | ------- | --------- | -------- | ----- |
| Konya Anadolu Selçukspor  | Turquía | 2008-2012 | 82       | 19    |
| Konyaspor                 | Turquía | 2012-2021 | 297      | 36    |
| Estambul Başakşehir F. K. | Turquía | 2021-     | 141      | 6     |

## Palmarés

### Campeonatos nacionales
| Título               | Club      | País    | Año  |
| -------------------- | --------- | ------- | ---- |
| Copa de Turquía      | Konyaspor | Turquía | 2017 |
| Supercopa de Turquía | Konyaspor | Turquía | 2017 |